# ويليام ووكر أتكينسون
ويليام ووكر أتكينسون (بالإنجليزية: William Walker Atkinson)‏ هو كاتب وفيلسوف ومحامي ومحامي أمريكي، ولد في 5 ديسمبر 1862 في بالتيمور في الولايات المتحدة، وتوفي في 22 نوفمبر 1932 في لوس أنجلوس في الولايات المتحدة.